# (3375) Amy
(3375) Amy est un astéroïde de la ceinture principale.

## Description
(3375) Amy est un astéroïde de la ceinture principale. Il fut découvert le 5 mai 1981 à l'Observatoire Palomar par Carolyn S. Shoemaker. Il présente une orbite caractérisée par un demi-grand axe de 2,17 UA, une excentricité de 0,03 et une inclinaison de 1,1° par rapport à l'écliptique.

## Compléments